# 北京市文物保护单位
北京市文物保护单位是依照《北京市文物保护管理条例》，由北京市文物局提出，报北京市人民政府批准备案，正式对外公布并竖立标志的北京市级文物保护单位。
北京市文物保护单位自1957年公布第一批名单以来，已经公布了8批共357项文物保护单位。
- 第一批：1957年10月28日公布，共39项[1]（后撤销3项：圣安寺、清河汉城、延寿寺铜佛[2]）
- 第二批：1979年8月21日公布，共33项[3]
- 第三批：1984年5月24日公布，共111项[4][5]
- 第四批：1990年2月23日公布，共20项[6]
- 第五批：1995年10月20日公布，共56项[7]
- 第六批：2001年7月12日公布，共40项[8][9]
- 第七批：2003年12月11日公布，共30项[10][11]
- 第八批：2011年6月13日公布，共31项[12]
- 第九批：2021年8月19日公布，共46项[13]
  - 第九批增补：2023年1月19日公布，共2项[14]

## 分区列表
以下为按行政区县划分的具体列表，括号内第一个数字表示该处属于第几批名单，第二个数字为编号。
说明：有些保护单位已经列入全国重点文物保护单位名单，统计各区文物数目时以以下名单所列为准，或与各区文化局统计不符。
索引：东城区（共119处）、西城区（共115处）、海淀区（共48处）、朝阳区（共9处）、丰台区（共14处）、石景山区（共10处）、房山区（共26处）、通州区（共9处）、昌平区（共8处）、门头沟区（共19处）、大兴区（共2处）、平谷区（共5处）、顺义区（共3处）、怀柔区（共1处）、延庆区（共11处）、密云区（共5处）

### 东城区（共119处）
- 故宫（1-1）[15]
- 太庙（劳动人民文化宫）（1-2）[16]
- 皇史宬（1-3）[17]
- 国子监（1-4）[15]
- 孔庙（1-5）[16]
- 智化寺（1-7）[15]
- 雍和宫（1-8）[15]
- 钟楼（1-9）[18]
- 鼓楼（1-10）[18]
- 天坛（1-16）[15][19]
- 毛主席纪念堂（2-1）
- 毛主席故居（2-4）
- 古观象台（2-9）[17]
- 东南城角角楼（2-15）[20]
- 正阳门与箭楼（2-16）[16][21]
- 孚王府（九爷府）（2-30）[22]
- 文天祥祠（2-33）
- 孙中山先生逝世纪念地（3-1）[23]
- 柏林寺（3-9）[23]
- 东四清真寺（3-14）
- 隆安寺（3-16）[19]
- 地坛（3-18）[23]
- 普度寺大殿（3-28）
- 嵩祝寺及智珠寺（3-30）
- 宣仁庙（3-31）
- 凝和庙（3-32）
- 和敬公主府（3-39）
- 于谦祠（3-49）
- 老舍故居（3-55）
- 茅盾故居（3-56）
- 阳平会馆戏楼（3-58）[19]
- 福建汀州会馆北馆（3-59）[19]
- 可园（3-63）[22]
- 旧宅园（3-64）
- 东城区东四六条六十三至六十五号四合院（3-73）[16]
- 东城区礼士胡同一百二十九号四合院（3-74）
- 东城区内务部街十一号四合院（3-75）
- 东城区圆恩寺后街七号、九号四合院（3-76）
- 东城区国祥胡同二号四合院（3-77）
- 东城区方家胡同十三号、十五号四合院（3-78）
- 东城区府学胡同三十六号（包括交道口南大街一百三十六号）四合院（3-79）
- 崇文区新开路二十号四合院（3-80）[19]
- 正阳桥疏渠记方碑（3-82）[19]
- 燕墩（3-83）[19]
- 国子监街（3-84）
- 袁崇焕祠、墓和庙（3-90）[19][23]
- 南新仓（3-94）
- 北新仓（3-95）
- 禄米仓（3-96）
- 金台书院（3-97）[19]
- 原中法大学（3-100）
- 原协和医学院（3-102）[23]
- 中华圣经会旧址（3-106）
- 顺天府学（3-109）
- 段祺瑞执政府旧址（3-111）[23]
- 京师大学堂建筑遗存（4-1）
- 大慈延福宫建筑遗存（4-3）
- 东城区西堂子胡同25-37号四合院（4-8）
- 东堂（4-9）
- 亚斯立堂（4-10）[23]
- 北京大学地质馆旧址（4-13）
- 北京饭店初期建筑（4-17）
- 军调部1946年中共代表团驻地（5-1）
- 淳亲王府（5-6）
- 孑民堂（5-7）
- 日本公使馆旧址（5-8）
- 日本使馆旧址（5-9）
- 英国使馆旧址（5-10）
- 意大利使馆旧址主楼（5-11）
- 比利时使馆旧址（5-12）
- 法国使馆旧址（5-13）
- 奥地利使馆旧址（5-14）
- 正金银行旧址（5-15）
- 花旗银行旧址（5-16）
- 法国邮政局旧址（5-17）
- 东方汇理银行旧址（5-18）
- 圣米厄尔教堂（5-19）
- 东城区帽儿胡同11号四合院（5-30）
- 京师大学堂分科学院旧址（5-36）
- 美国使馆旧址（5-50）
- 荷兰使馆旧址（5-51）
- 东城区帽儿胡同5号四合院（6-10）
- 东城区美术馆东街25号四合院（6-11）
- 东城区东棉花胡同15号院及拱门砖雕（6-12）
- 东城区前鼓楼苑胡同7、9号四合院（6-13）
- 东城区鼓楼东大街255号四合院（6-14）
- 宁郡王府（6-15）
- 陈独秀旧居（6-29）
- 京奉铁路正阳门东车站旧址（6-32）[19]
- 皇城墙遗址（7-1）
- 东城区黑芝麻胡同13号四合院（7-2）
- 绮园花园（7-3）
- 东城区前永康胡同7号四合院（7-4）
- 僧王府（7-5）
- 总理各国事务衙门建筑遗存（7-6）
- 恒亲王府（7-7）
- 东城区沙井胡同15号四合院（7-8）
- 花市火神庙（7-16）[19]
- 原麦加利银行（7-25）
- 协和医院住宅群（7-26）
- 北京大学女生宿舍（7-27）
- 东城区史家胡同51、53、55号宅院（8-1）
- 顺天府大堂（8-2）
- 东城区魏家胡同18号宅院（8-3）
- 东城区东皇城根南街32号宅院（8-4）
- 欧美同学会（8-20）
- 大清邮政总局旧址（8-21）
- 北平电话北局旧址（8-22）
- 蔡元培旧居（8-23）
- 东城区北总布胡同2号宅院（8-24）
- 清代自来水厂（8-25）
- 全聚德烤鸭店门面（8-26）
- 澄清下闸遗址（9-1）
- 中轴线南段道路遗存（9-2，含永定门御道遗存）
- 宏恩观（9-9）
- 玉河庵（9-10）
- 僧格林沁祠堂（9-11）
- 原贝满女中建筑（9-28）
- 正阳桥遗址（9增补1）

### 西城区（共115处）
- 社稷坛（中山公园）（1-11）[16]
- 中南海（1-12）[23]
- 北海、团城（1-13）[15]
- 景山（1-14）[22]
- 大高玄殿（1-15）[18]
- 天宁寺塔（1-17）[16][24]
- 鲁迅故居（2-3）[23]
- 李大钊故居（2-5）
- 陶然亭、慈悲庵（2-6）[24]
- 牛街清真寺（2-10）[16][24]
- 恭王府及花园（2-11）[17]
- 南堂（2-14）[18]
- 法源寺（2-22）[22][24]
- 先农坛（2-24）[22][24]
- 德胜门箭楼（2-27）[23]
- 白云观（2-29）[22]
- 历代帝王庙（2-31）[18]
- 原国立北平大学女子师范学院（3-2）[23]
- 报国寺及顾亭林祠（3-8）[23][24]
- 广化寺（3-10）
- 护国寺金刚殿（3-11）
- 都城隍庙后殿（寝祠）（3-12）
- 广济寺（3-13）[23]
- 火德真君庙（火神庙）（3-15）
|
- 月坛（3-20）[23]
- 万宁桥（后门桥）（3-24）
- 福佑寺（3-29）
- 昭显庙（3-33）
- 吕祖阁（3-34）
- 西什库教堂（北堂）（3-35）[23]
- 礼王府（3-40）
- 郑王府（3-41）
- 庆王府（3-42）
- 顺承郡王府（3-43）
- 克勤郡王府（3-44）
- 醇亲王府（摄政王府）（3-45）[23]
- 关岳庙（3-46）[23]
- 云绘楼清音阁（3-47）[24]
- 杨椒山祠（松筠庵）（3-48）[24]
- 朱彝尊故居（顺德会馆）（3-50）[24]
- 康有为故居（3-51）[24]
- 梅兰芳故居（3-52）
- 程砚秋故居（3-53）
- 齐白石故居（3-54）
- 湖广会馆（3-57）[24]
- 安徽会馆戏楼（3-60）[23][24]
- 湖南会馆（3-61）[24]
- 中山会馆（3-62）[24]
- 乐善园建筑遗存（3-65）
- 西城区西交民巷八十七号、北新华街一百一十二号四合院（3-68）
- 西城区西四北大街六条二十三号四合院（3-69）
- 西城区西四北三条十一号四合院（3-70）
- 西城区西四北三条十九号四合院（3-71）
- 西城区前公用胡同十五号四合院（3-72）
- 明北京城城墙遗迹（3-86）
- 利玛窦墓及明清以来外国传教士墓地（3-89）[23]
- 升平署戏楼（3-98）
- 天主教圣母会法文学校旧址（3-99）
- 原辅仁大学（3-101）
- 北京图书馆主楼（3-103）[23]
- 民国国会议场（3-104）[23]
- 京报馆（3-105）[24]
- 金中都太液池遗址（3-107）[24]
- 盛新中学与佑贞女中旧址（4-14）
- 中国农工银行旧址（5-20）
- 西城区福国街3号四合院（5-21）
- 涛贝勒府（5-22）
- 万松老人塔（5-23）
- 平绥西直门车站旧址（5-24）
- 劝业场旧址（5-25）[24]
- 谦祥益旧址门面（5-26）[24]
- 瑞蚨祥旧址门面（5-27）[24]
- 祥义号绸布店旧址门面（5-28）[24]
- 北京水准原点旧址（5-49）
- 大陆银行旧址（5-52）
- 中央银行旧址（5-53）
- 保商银行旧址（5-54）
- 盐业银行旧址（5-55）[24]
- 交通银行旧址（5-56）[24]
- 旧式铺面房（6-16）
- 贤良祠（6-17）
- 国立蒙藏学校旧址（6-18）[23]
- 三圣庵（6-19）[24]
- 正乙祠（6-20）[24]
- 长椿寺（6-21）[24]
- 西城区百万庄路8号墓园石刻（6-30）
- 中华圣公会教堂（6-31）
- 民国财政部印刷厂旧址（6-33）[23][24]
- 粮食店街第十旅馆（6-34）[24]
- 会贤堂（7-9）
- 拈花寺（7-10）
- 雪池冰窖（7-11）
- 恭俭冰窖（7-12）
- 西城区阜成门内大街93号四合院（7-13）
- 西城区地安门西大街153号四合院（7-14）
- 纪晓岚故居（7-15）[24]
- 京华印书局（7-28）[24]
- 德寿堂药店（7-29）[24]
- 醇亲王府南府（8-5）
- 广福观（8-6）
- 清学部遗存（8-7）
- 清稽查内务府御史衙门（8-8）
- 兆惠府第遗存（8-9）
- 浏阳会馆（8-10）
- 绍兴会馆（8-11）
- 中国地质调查所旧址（8-27）
- 张自忠旧居（8-28）
- 万寿兴隆寺（9-12）
- 护国观音寺（9-13）
- 西板桥（9-14）
- 醇亲王府马号（9-15）
- 钱市胡同炉房银号建筑群（9-29）
- 北师大旧址（9-30）
- 泰安里民国早期建筑（9-31）
- 高君宇烈士墓（9-32）

### 海淀区（共48处）
- 颐和园（1-18）[15]
- 静明园（玉泉山)（1-19）[23]
- 觉生寺（大钟寺）（1-20）[18]
- 十方普觉寺（卧佛寺）（1-21）[22]
- 碧云寺 （1-22）[22]
- 大正觉寺〔五塔寺〕（1-23）[15]
- 大慧寺 （1-24）[22]
- 慈寿寺塔 （1-25）
- 魏太和造像（1-33）
- 双清别墅（2-2）
- 圆明园遗址（2-13）[16]
- 大觉寺（2-23）[23]
- 团城、演武厅（2-26）[23]
- 万寿寺（2-28）[23]
- 景泰陵（2-32）[23]
- “三·一八”烈士纪念碑（3-4）
- 滦州起义纪念塔（3-5）[23]
- 李大钊烈士陵园（3-7）
- 黑龙潭及龙王庙（3-17）
- 广济桥（清河大桥）（3-23）
- 旭华之阁及松堂（3-36）
- 静宜园（香山）（3-37）
- 钓鱼台与养源斋（3-38）
- 乐家花园（3-66）
- 达园（3-67）
- 醇亲王墓（3-91）
- 孚郡王墓（3-92）
- 定慧寺（4-4）
- 原燕京大学未名湖区（4-11）[22]
- 清华大学早期建筑（4-12）[22]
- 摩诃庵（5-29）
- 清河汉城遗址（6-1）
- 广仁宫（西顶）（6-22）
- 梁启超墓（6-36）
- 上庄东岳庙（7-17）
- 孙岳墓（7-30）
- 承泽园（8-12）
- 普照寺（8-13）
- 贝家花园（8-29）
- 鹫峰地震台（8-30）
- 上方寺遗存（9-16）
- 恩佑寺山门（9-17）
- 恩慕寺山门（9-18）
- 颐和园升平署（9-19）
- 上义师范学校黑山扈校区旧址（9-34）
- 佟麟阁将军墓（9-35）
- 中央党校南院建筑群（9-36）
- 清华园车站旧址（9增补-2）

### 朝阳区（共9处）
- 东岳庙（1-6）[18]
- 土城（1-36）
- 西黄寺（2-12）
- 日坛（3-19）[23]
- 永通桥及石道碑（3-25）
- 十方诸佛宝塔（4-18）
- 四九一电台旧址（6-35）
- 北顶娘娘庙（7-20）
- 马骏烈士墓（9-33）

### 丰台区（共14处）
- 卢沟桥（1-26）[15]
- 镇岗塔（1-27）
- 长辛店“二七”革命遗址（2-7）
- 长辛店留法勤工俭学旧址（3-3）
- 金中都城遗迹（3-85）
- 莲花池（3-108）
- 南苑兵营司令部旧址（4-16）
- 金中都水关遗址（5-45）[22]
- 大葆台西汉墓遗址（5-46）
- 南岗洼桥（6-23）
- 丰台娘娘庙（7-18）
- 丰台药王庙（7-19）
- 福生寺（8-14）
- 赵登禹将军墓（9-37）

### 石景山区（共10处）
- 西山八大处（长安寺、灵光寺、三山庵、大悲寺、龙王堂、香界寺、宝珠洞、证果寺）（1-28）
- 法海寺 （1-29）[16]
- 冰川擦痕（1-30）
- 北京八宝山革命公墓（3-6）
- 承恩寺（4-5）[23]
- 慈善寺（5-31）
- 老山汉墓（6-7）
- 田义墓（6-8）
- 显应寺（8-15）
- 北惠济庙雍正御制碑及碑亭（9-25）

### 房山区（共26处）
- 琉璃河商周遗址（2-17）[16]
- 万佛堂、孔水洞（2-18）[22]
- 窦店土城（2-19）
- 良乡塔（2-25）
- 琉璃河大桥（3-27）
- 白水寺石佛（3-81）
- 姚广孝墓塔（3-88）
- 上方山诸寺及云水洞（3-110）
- 应公长老寿塔（5-37）
- 周吉祥塔（5-38）
- 照塔（5-39）
- 玉皇塔（5-40）
- 郊劳台（5-41）
- 金陵（5-47）[23]
- 蔡庄土城遗址（6-2）
- 伊桑阿墓石刻（6-9）
- 铁瓦寺（6-28）
- 岫云观（7-22）
- 广阳城遗址（9-4）
- 唐幽州卢龙节度使刘济墓（9-7）
- 庄亲王园寝（9-8）
- 奕绘、顾太清庄园及园寝（9-22）
- 北齐河清三年摩崖造像（9-27）
- 没有共产党就没有新中国词曲创作地旧址（9-40）
- 窦店志愿军烈士陵园（9-41）
- 良乡烈士陵园（9-42）

### 通州区（共9处）
- 燃灯塔（2-21）
- 李卓吾墓（3-87）
- 潞河中学原教学楼（4-15）
- 通州清真寺（5-33）
- 通运桥及张家湾镇城墙遗迹（5-35）
- 富育女校教士楼、百友楼旧址（6-37）
- 通州兵营旧址（8-31）
- 通州文庙（9-23）
- 平津战役指挥部宋庄旧址（9-43）

### 昌平区（共8处）
- 十三陵（1-31）[15]
- 云台（1-32）[15]
- 银山宝塔（2-20）[16]
- 朝宗桥（3-26）
- 白浮泉遗址——九龙池、都龙王庙（4-2）
- 巩华城（5-32）
- 和平寺（5-44）
- 十三陵水库纪念碑（9-44）

### 门头沟区（共19处）
- 潭柘寺（1-34）[22]
- 戒台寺（1-35）[18]
- 沿河城与敌台（3-21）
- 三官阁过街楼（4-7）
- 宛平县人民抗日战争为国牺牲烈士纪念碑（5-2）
- 八路军冀热察挺进军司令部旧址（5-5）
- 灵严寺大殿（5-42）
- 天利煤厂旧址（6-24）
- 双林寺（6-25）
- 爨底下古民居村落（6-26）[23]
- 灵岳寺（7-23）
- 白瀑寺（7-24）
- 清工部琉璃窑厂办事公所（8-16）
- 东胡林人遗址（9-3）
- 龙王观音禅林大殿（9-20）
- 妙峰山娘娘庙（9-21）
- 河东村东魏武定三年石刻（9-21）
- 八路军宋邓支队会师地旧址（9-38）
- 北京日报社西山基地（9-39）

### 大兴区（共2处）
- 团河行宫遗址（6-3）
- 无碍禅师塔（7-21）

### 平谷区（共5处）
- 上宅文化遗址（6-4）
- 丫髻山碧霞元君祠遗址（6-5）
- 鱼子山抗战遗址（6-38）
- 北京长城及其遗迹（9-24）
- 桃棚村抗战时期遗址（9-45）

### 顺义区（共3处）
- 焦庄户地道战遗址（2-8）
- 元圣宫（5-43）
- 无梁阁（6-27）

### 怀柔区（共1处）
- 红螺寺（4-6）

### 延庆区（共11处）
- 詹天佑铜像及墓（3-93）
- 古崖居遗址（4-19）
- 玉皇庙山戎墓遗址（5-48）
- 岔道城遗址（6-6）
- 永宁天主教堂（6-39）
- 木化石群（6-40）
- 北关龙王庙（8-17）
- 花盆村戏台及关帝庙（8-18）
- 灵照寺（8-19）
- 大庄科辽代矿冶遗址群（9-6）
- 八达岭烈士陵园（9-46）

### 密云区（共5处）
- 万里长城北京段（3-22）
- 番字石刻（4-20）
- 白乙化烈士陵园（5-3）
- 古北口战役阵亡将士墓（5-4）
- 白龙潭龙泉寺（5-34）

## 附注
1. ↑  文化部文物管理局编. . . 北京: 文物出版社. 1958: 1-6.
2. ↑  荣大为. . 北京文博. 2004-06-28  [2015-04-26]. （原始内容存档于2016-03-04）.
3. ↑  苏天钧主编. . . 北京: 北京出版社. 2000: 224-225. ISBN 7-200-04086-X.
4. ↑  徐德权 主编. . . : 66–75. CNKI N2006041152000059.
5. ↑  . 北京市人民政府门户网站. 1984-05-24  [2023-09-26]. （原始内容存档于2023-09-26）.
6. ↑  . 北京市人民政府门户网站. 1990-02-23  [2023-09-26]. （原始内容存档于2023-09-26）.
7. ↑  . 北京市人民政府门户网站. 1995-10-20  [2023-09-26]. （原始内容存档于2023-09-26）.
8. ↑  . 北京市人民政府公报. 2001, (16): 13–22. CNKI BMZB200116001.
9. ↑  . 北京市人民政府门户网站. 2001-07-12  [2023-09-26]. （原始内容存档于2023-09-26）.
10. ↑  . 北京市人民政府公报. 2004, (2): 24–26. CNKI BMZB200402003.
11. ↑  . 2003-12-11  [2013-04-23]. （原始内容存档于2014-01-08）.
12. ↑  . 北京市人民政府公报. 2011, (16): 19–21. CNKI BMZB201116006.
13. ↑  . 北京市人民政府门户网站. 2021-08-19  [2021-08-31]. （原始内容存档于2021-08-31）.
14. ↑  . 北京市人民政府门户网站. 2023-01-19  [2023-09-26]. （原始内容存档于2023-09-26）.
15. 1 2 3 4 5 6 7 8 9 10 11  1961年被列入第一批全国重点文物保护单位名单
16. 1 2 3 4 5 6 7 8 9 10 11  1988年列入第三批全国重点文物保护单位名单
17. 1 2 3  1982年列入第二批全国重点文物保护单位名单
18. 1 2 3 4 5 6 7 8  1996年被列入第四批全国重点文物保护单位名单
19. 1 2 3 4 5 6 7 8 9 10 11  属原崇文区，现崇文区已并入东城区。
20. ↑  位于东城区与原崇文区交界处。
21. ↑  正阳门属东城区，但箭楼位于原崇文区。
22. 1 2 3 4 5 6 7 8 9 10 11 12 13 14  2001年被列入第五批全国重点文物保护单位名单
23. 1 2 3 4 5 6 7 8 9 10 11 12 13 14 15 16 17 18 19 20 21 22 23 24 25 26 27 28 29 30 31 32 33  2006年被列入第六批全国重点文物保护单位名单
24. 1 2 3 4 5 6 7 8 9 10 11 12 13 14 15 16 17 18 19 20 21 22 23 24 25 26 27 28 29 30  属原宣武区，现宣武区已并入西城区。